# Zone-Est interdite : Le Monde a tremblé
Pour plus de détails, voir Fiche technique et Distribution.
Zone-Est interdite : Le Monde a tremblé (titre original : Nasser Asphalt) est un film allemand réalisé par Frank Wisbar et sorti en 1958.

## Synopsis
En Allemagne de l'Ouest, le jeune journaliste Greg Bachmann, qui vient de purger une peine de prison, est tout heureux d'être embauché par le grand patron de presse Cesar Boyd, éditeur du plus célèbre quotidien du pays. Greg est d'autant plus reconnaissant à Boyd que celui-ci veut en faire son bras droit. Mais petit à petit, Greg découvre que le magnat de la presse a construit son empire grâce au mensonge et à la manipulation. Boyd en vient bientôt à lui demander de faire un article tapageur avec une histoire inventée de toutes pièces : cinq soldats allemands auraient soi-disant survécu dans un abri russe de l'Est pendant six ans. Quand Boyd cherche à justifier sa conception du journalisme, Greg doit choisir entre la presse à sensation et ses convictions morales.

## Fiche technique
- Titre : Zone-Est interdite : Le Monde a tremblé[1]
- Titre original : Nasser Asphalt
- Réalisation : Frank Wisbar
- Scénario et dialogues : Will Tremper d'après son histoire
- Musique : Hans-Martin Majewski
- Photographie : Helmuth Ashley
- Cadrage : Franz X. Lederle
- Son : Hans Ebel
- Montage : Klaus Dudenhöfer
- Décors : Albrecht Becker, Herbert Kirchhoff
- Costumes : Heda Reuter
- Photographe de plateau : Gabriele du Vinage
- Pays d'origine :  Allemagne de l'Ouest
- Tournage : 
  - Langue : allemand
  - Période prises de vue : début le 13 janvier 1958
  - Extérieurs : Berlin, Hambourg (Allemagne)
- Producteur : Emil Hesse
- Société de production : Inter West Film (Allemagne)
- Distribution initiale en salle en Allemagne : Europa-Filmverleih AG
- Format : noir et blanc — 35 mm — 1.66:1 — monophonique
- Genre : drame
- Durée : 90 minutes (1 h 30)
- Dates de sortie : 
  -  3 avril 1958,
  -  1er octobre 1959
- Mention CNC : tout public (visa no 21976 délivré le 26 juin 1959)

## Distribution
- Horst Buchholz : Greg Bachmann
- Martin Held : Cesar Boyd
- Maria Perschy : Bettina
- Gert Fröbe : Jupp
- Heinz Reincke : l'aveugle
- Inge Meysel : Gustl
- Peter Capell : Donnagan
- Renate Schacht : Wanda
- Richard Münch : le docteur Wolf
- Ludwig Linkmann : Tanek
- Aranka Jaenke : Madame Adorf
- Nikolai Baschkoff : Cepinek

## Distinction
- Prix du film allemand 1958 : prix argent de la meilleure musique à Hans-Martin Majewski.